# صندوق القطاع الخاص في غانا لمكافحة كوفيد-19
صندوق القطاع الخاص في غانا لكوفيد-19 هو مبادرة من حكومة غانا للمساعدة في مكافحة جائحة فيروس كورونا الجديد. تم إنشاء الصندوق من قبل 10 رجال وسيدات أعمال لجمع 100 ألف سيدي غاني لدعم جهود الحكومة من خلال توفير التدخل لدعم الجمهور الذي تضرر بشدة من جائحة كوفيد-19 في غانا سواء اقتصادي أو اجتماعي أو سياسي.

## المشاريع

### تغذية - أ- كايايو
تم إنشاء هذا المشروع لدعم كايايو Kayayei (الحمالين الرئيسيين) بالطعام والسكن خلال فترة الإغلاق للحد من انتشار فيروس كورونا على نطاق واسع. تم ذلك لتلبية احتياجات 8000 من الحمالين الرئيسيين، منهم 6000 في مدينة أكرا و2000 في مدينة كوماسي. مدة التدخل كانت من 1 أبريل إلى 12 أبريل 2020. وكان هناك تمديد للدعم. تم ادارة المشروع من قبل جولي إيسام، عضو اللجنة في GRA.

### مركز غانا للأمراض المعدية
تم بناء مركز غانا للأمراض المعدية لأن البلاد لم يكن لديها مركز للأمراض المعدية، لذلك كانت هناك حاجة للبناء عليه من خلال استخدام صندوق كوفيد-19. في 21 أغسطس، تلقى صندوق القطاع الخاص الغاني لمكافحة كوفيد-19 مبلغ 6.8 مليون سيدي غاني من صندوق غانا الوطني لمكافحة كوفيد-19 للمساهمة في بناء مركز الأمراض المعدية في غانا.